# Sargentodoxaceae
Sargentodoxaceae is een botanische naam, voor een familie van tweezaadlobbige planten. Een familie onder deze naam wordt vrij regelmatig erkend door systemen van plantentaxonomie, maar niet door het APG-systeem (1998) en het APG II-systeem (2003): deze systemen voegen deze planten in bij de familie Lardizabalaceae.
Het Cronquist-systeem (1981) erkende wel een familie onder deze naam, en voegde deze in bij de orde Ranunculales.
Het gaat om een heel kleine familie, typisch lianen.